# Sistem za podporo pri odločanju
Sistem za podporo pri odločanju (SZPO) je interaktiven računalniški sistem, ki pomaga odločevalcem s pridom uporabiti podatke in modele za rešitev slabo strukturiranih, polstrukturiranih ali nestrukturiranih problemov. Odločitveni sistemi ne nadomeščajo človeškega odločanja, temveč služijo le kot pripomoček pri odločanju. Uporabni so v položajih, ko je količina virov informacij prevelika za intuicijo odločevalca, ter pri odločitvah, kjer sta potrebna natančnost in optimalnost. Povečuje produktivnost, učinkovitost ter zmogljivost.Vodi k optimalni izbiri tehnoloških procesov in njihovih parametrov, ter optimalnemu načrtovanju operacij, logistike. Poznamo tri osnovne komponente SZPO, ki jih zasledimo v večini arhitektur: sistem za upravljanje s podatkovno zbirka (Database management system), sistem za upravljanje z zbirko modelov (Relational database management system) in sistem za generiranje in upravljanje dialogov (Dialog Generation and Management System). Pomagamo si lahko tudi z modeli odločanja kot so MAUT, DEXi, AHP. Z upravljanjem modelov in odločitev ter njenim delovanjem se ukvarja veda računalništvo, ter druge informacijsko-komunikacijske tehnologije.

## Odločitveni sistemi

### Podatkovno usmerjeni odločitveni sistemi
- Podatkovno usmerjeni odločitveni sistemi dajejejo poudarek dostopu do strukturiranih podatkov, shranjenih v velikih bazah, in njihovem upravljanju.
- Najosnovnejšo stopnjo funkcionalnosti zagotavljajo preprosti datotečni sistemi, pri katerih uporabljamo poenostavljene poizvedbe.
- Najvišjo stopnjo funkcionalnosti in podpore pri odločanju pa daje povezava OLAP - Online analytical processing.

### Tip Modelsko usmerjeni odločitveni sistemi
- Slonijo na uporabi in manipulaciji statističnih, finančnih, optimizacijskih ali simulacijskih modelov.
- Z uporabo podatkov in parametrov, ki jih zagotovijo odločevalci, pomagajo pri analizi situacije.
- Najosnovnejši nivo funkcionalnosti dajejo preprosta statistična in analitična orodja.

### Odločitveni sistemi na osnovi znanja
- So sistemi tipa “računalnik-človek” s specializiranim strokovnim znanjem reševanja problemov, shranjenim v obliki dejstev, pravil in procedur.
- Strokovno znanje je vezano na določeno domeno.
- Soroden koncept je podatkovno rudarjenje.

### Odločitveni sistemi na osnovi dokumentov
- V osnovi niso namenjeni predlaganju odločitev, temveč lažji izvedbi postopka odločanja.
- Dostopajo do nestrukturiranih informacij v različnih elektronskih formatih.
- Pomagajo pri kategorizaciji, pripravi, poizvedovanju, odkrivanju in posredovanju znanja.

### Komunikacijsko vodeni in skupinski SZPO
- So sodejni računalniški sistemi, namenjeni reševanju problemov s strani več odločevalcev, povezanih v skupino.
- Združujejo odločitvene modele s podporo elektronski komunikaciji, sodelovanju, koordinaciji ter deljenju skupnih nalog in dokumentov.

| Tipi SZPO                                  | uporabniške skupine               | namen                                  | lokalno omrežje          | svetovni splet           |
| Komunikacijsko usmerjeni in skupinski SZPO | notranje in zunanje skupine       | sodelovanje uporabnikov                | ozek doseg               | globalen doseg           |
| Podatkovno usmerjeni SZPO                  | osebje, dobavitelji               | povpraševanje v podatkovnih skladiščih | lahki odjemalec          | debeli odjemalec         |
| SZPO na osnovi dokumentov                  | strokovnjaki                      | iskanje dokumentov in spletnih strani  | omejena(.doc, .xls)      | HTML , spletni iskalniki |
| SZPO na osnovi znanja                      | notranji uporabniki, stranke      | nasveti za upravljanje                 | samostojen PC računalnik | deljena pravila          |
| Modelsko usmerjeni SZPO                    | vodstveni delavci, osebje,stranke | analiza odločitev                      | posamezen uporabnk       | več uporabnikov          |

## Vrednotenje in analiza variant

### Kaj če analiza pri podpori za odločanje
Nam pove kako se spremeni končni rezultat vrednotenja alternativ, pri sistemih za podporo pri odločanju.Končni rezultat se pridobi s spreminjanjem vrednosti podatkov o alternativah, ter z modelom  vrednotenja. S spreminjanjem teh vrednosti opazujemo kako le te vplivajo na končni rezultat odločanja.Tako lahko pridemo do boljših rezultatov vrednotenja in s tem do boljših odločitev. Pomembne so zlasti manjše spremembe variant, ki pripeljejo do bistvenega izbolšanja rezultatov.Prav pride v primerih, ko okolja ne poznamo dovolj ali za ugotavljanje, kako se morajo (ne smejo) spreminjati posamezni parametri variant, da bodo rezultati pričakovani in ne bo neprijetnih presenečenj.

## Knjige
Slovenski avtorji so napisali oziroma uredili številne knjige in zbornike s področja odločitvenih sistemov:
- Marko Bohanec: odločanje in modeli, Založba DMFA 2007
- I. Bratko, Prolog in umetna inteligenca,Založba FE in FRI 1998
- Bohanec, M., Rajkovič, V., Semolič, B., Vošnjak, A.: Računalniški ekspertni sistem za vrednotenje razvojno-raziskovalnih projektov, Organizacija in kadri 26(3-4), 168-179, 1993
- Ivan Bratko, Igor Mozetič, Nada Lavrač: KARDIO - A Study in Deep and Qualitative Knowledge for Expert Systems, MIT Press, 1989
- Bohanec, M., Rajkovič, V., Semolič, B., Pogačnik, A.: Knowledge-based portfolio analysis for project evaluation, Information & Management 28, Elsevier, 293-302, 1995.